# Turgenewo (Kaliningrad)
Turgenewo (russisch Тургенево, deutsch Adlig Legitten, Groß Legitten und Jäger-Taktau) ist ein Ort in der russischen Oblast Kaliningrad im Rajon Polessk. Der Ort gehört zur kommunalen Selbstverwaltungseinheit Stadtkreis Polessk. Der Ort Adlig Legitten ist verlassen.

## Geographische Lage
Die Ortschaft liegt in der historischen Region Ostpreußen,  sieben Kilometer südwestlich der Stadt Polessk (Labiau) und sechs Kilometer südlich der Küste des Kurischen Haffs.

## Geschichte

Groß Legitten, südwestlich der Stadt Labiau am Südufer des Kurischen Haffs, auf einer Landkarte von 1910.

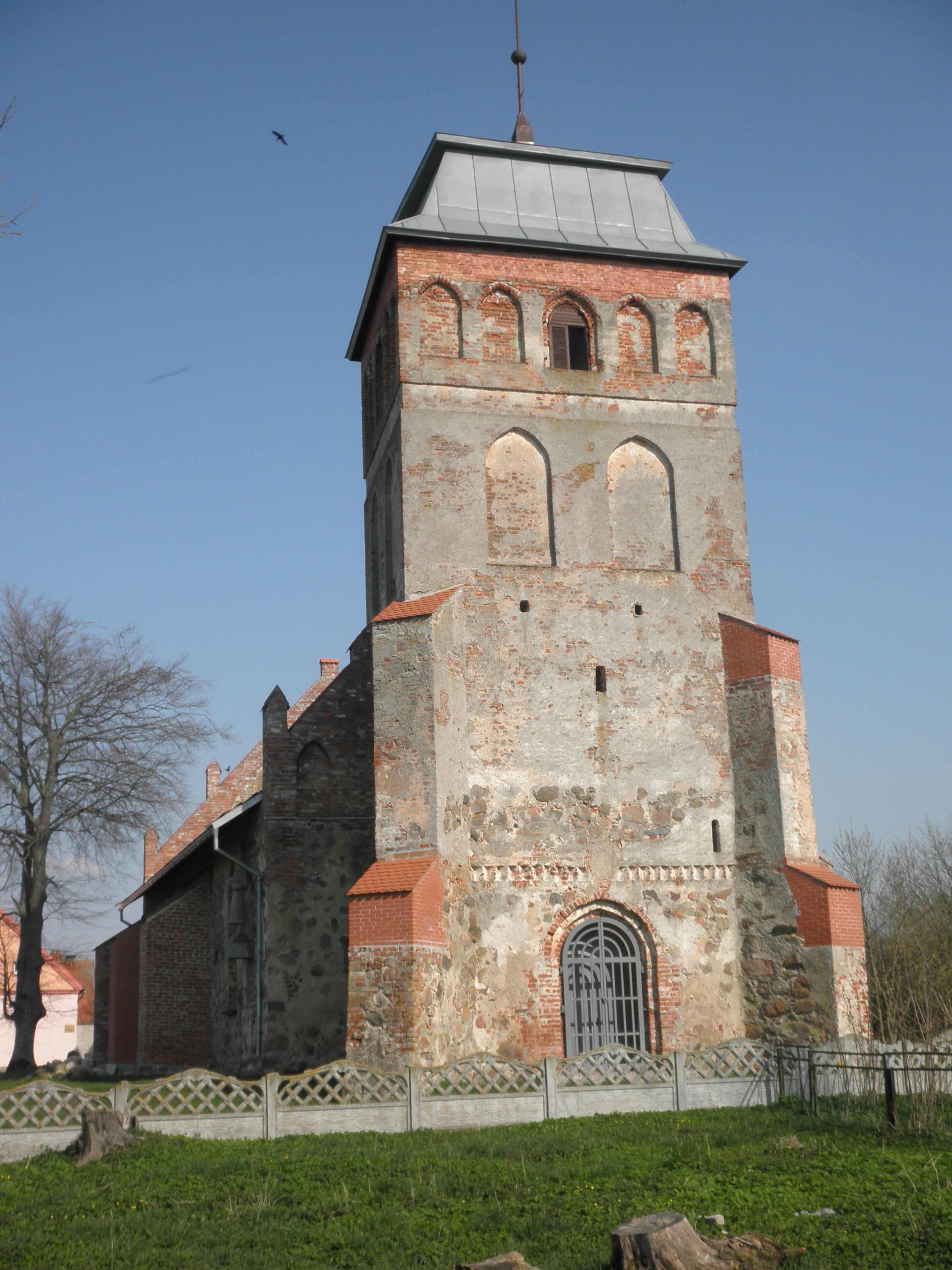
Wiederaufgebaute Kirche in Groß Legitten oder Turgenewo (Kaliningrad) (2014)

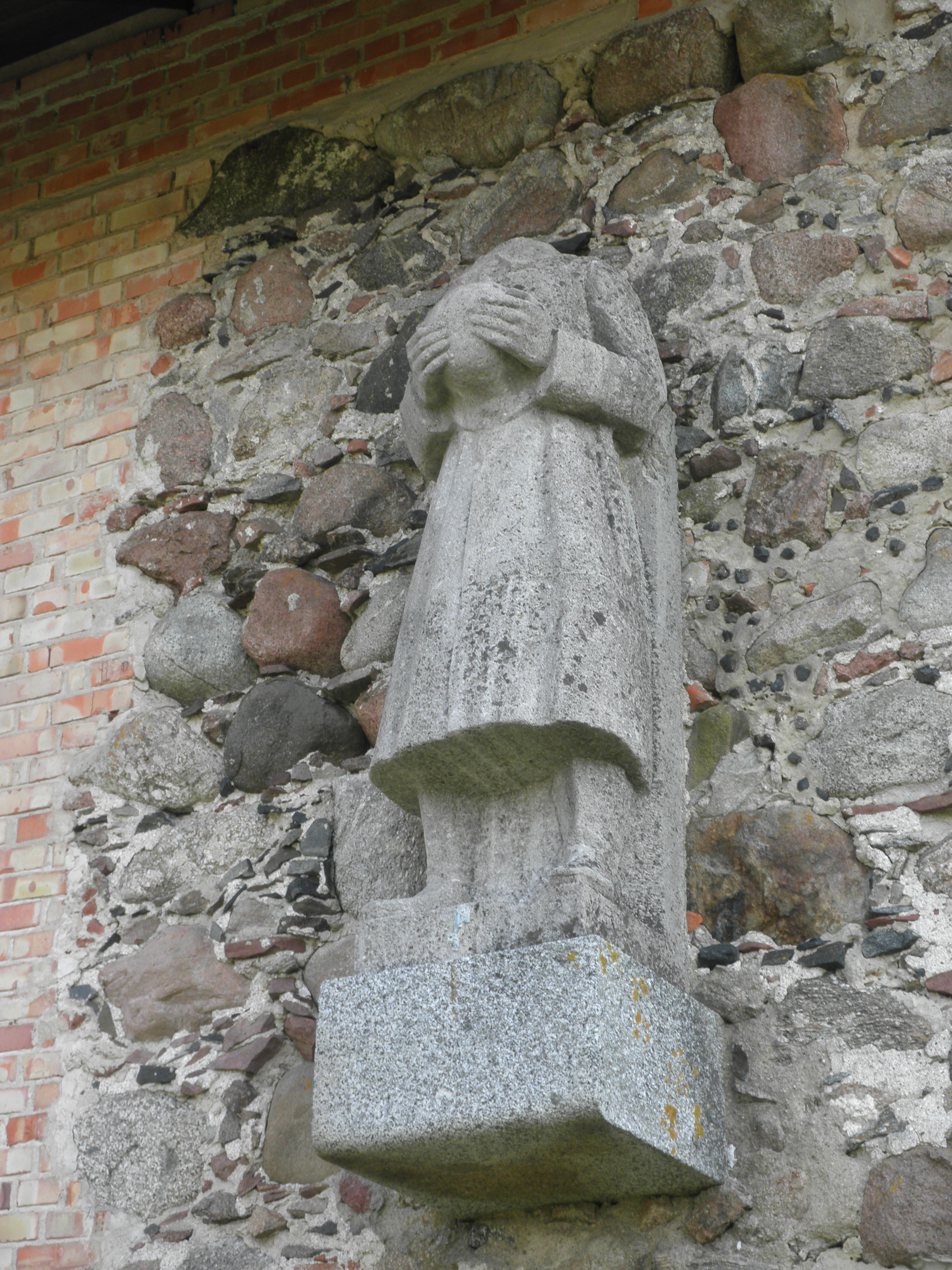
Kriegerdenkmal an Kirche von Groß Legitten (2014)

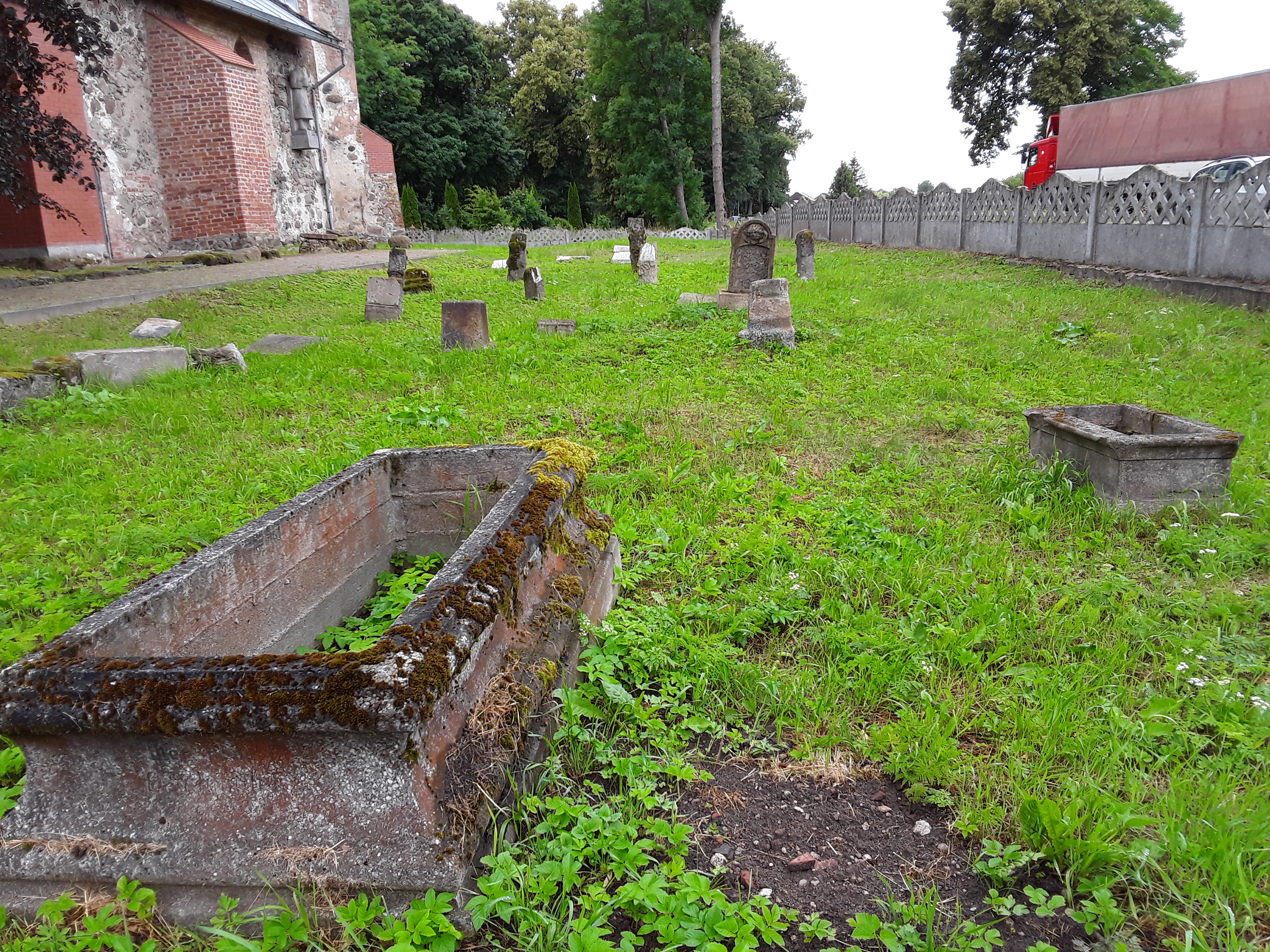
Groß Legitten, alter deutscher Friedhof auf dem Kirchhof

### Adlig Legitten (Prigorodnoje)
Die älteste Handfeste des späteren Kreises Labiau wurde 1291 den Prußen Wodune und Napelle verbunden mit drei Haken Acker im Felde Ligede übergeben. Erst im 18. Jahrhundert wurde der Ort in Adlig Legitten und Groß Legitten unterteilt. Im Jahre 1874 wurde das Gutsdorf in den Amtsbezirk Legitten. (Sitz in Groß Legitten) integriert, der bis 1945 zum Kreis Labiau im Regierungsbezirk Königsberg der preußischen Provinz Ostpreußen gehört. Im Jahre 1910 zählte der Gutsbezirk Adlig Legitten 72 Einwohner. Am 30. September 1928 verlor Adlig Legitten seine Eigenständigkeit und wurde in die Landgemeinde Groß Legitten eingegliedert.
Im Jahre 1945 kam der Ort mit dem nördlichen Ostpreußen in Kriegsfolge zur Sowjetunion und wurde im Jahr 1947 wieder eigenständig in Prigorodnoje umbenannt, wobei sich der neue Name „Beistadtort“ offenbar auf die Nähe zur Stadt Polessk bezog. Gleichzeitig wurde der Ort in den Dorfsowjet Mordowski selski Sowjet eingeordnet.

### Groß Legitten (Mordowskoje)
Die geschichtliche Ausgangsbasis haben Adlig Legitten und Groß Legitten gemeinsam. Im Jahre 1874 wurde die Landgemeinde Groß Legitten Sitz und Namensgeberin für den Amtsbezirk Legitten, der bis 1945 im Kreis Labiau im Regierungsbezirk Königsberg in der preußischen Provinz Ostpreußen bestand. Die Einwohnerzahl Groß Legittens belief sich im Jahre 1910 auf 138.
Am 30. September 1928 vergrößerte sich die Landgemeinde um die Gutsbezirke Adlig Legitten, Kuth und Legitten Vorwerk sowie die Landgemeinde Friedlacken, die alle vier eingemeindet werden. Die Einwohnerzahl stieg dementsprechend auf 416 im Jahre 1933 und 484 im Jahre 1939.
Nach Einstellung der Kampfhandlungen des Zweiten Weltkriegs im Frühjahr 1945 wurde Groß Legitten zusammen mit der nördlichen Hälfte Ostpreußens von der Sowjetunion unter eigene Verwaltung genommen.  Die Ortschaft wurde im Jahr 1947 nach der Herkunft der Neusiedler aus Mordwinien in Mordowskoje umbenannt. Gleichzeitig wurde der Ort Sitz eines Dorfsowjets, der im Jahr 1950 allerdings nach Tjulenino verlegt wurde.

#### Amtsbezirk Legitten (1874–1945)
Als am 9. April 1874 der Amtsbezirk Legitten gebildet wurde, wurden zwölf Landgemeinden (LG) bzw. Gutsbezirke (GB) eingegliedert:
| Deutscher Name                                                         | Russischer Name               | Bemerkungen                                |
| ---------------------------------------------------------------------- | ----------------------------- | ------------------------------------------ |
| Adlig Legitten (GB)                                                    | Turgenewo                     | 1928 in die LG Groß Legitten eingegliedert |
| Friedlacken (LG)                                                       |                               | 1928 in die LG Groß Legitten eingegliedert |
| Groß Legitten (LG)                                                     | Mordowskoje, jetzt: Turgenewo |                                            |
| Jäger-Taktau (GB)                                                      | Turgenewo                     | 1928 in die LG Pronitten eingegliedert     |
| Kuth (GB)                                                              |                               | 1928 in die LG Groß Legitten eingegliedert |
| Legitten Vorwerk (GB)                                                  |                               | 1928 in die LG Groß Legitten eingegliedert |
| Löbertshof (GB)                                                        |                               | 1928 in die LG Pronitten eingegliedert     |
| Moritten (LG)                                                          | Sibirskoje                    |                                            |
| Pöppeln, Forst (GB), ab 1902: Klein Naujock, Forst, ab 1938: Erlenwald |                               | gemeindefreier Bezirk                      |
| Pronitten (LG)                                                         | Slawjanskoje                  |                                            |
| Theut (LG)                                                             | Brigadnoje                    |                                            |
| Zanderlacken (GB)                                                      | Serenewo, jetzt: Brigadnoje   | 1928 in die LG Theut eingegliedert         |

Am 1. Januar 1945 bildeten aufgrund der strukturellen Veränderungen nur noch vier Gemeinden den Amtsbezirk Legitten: Groß Legitten, Moritten, Pronitten und Theut.

### Jäger-Taktau
Wie die Nachbarorte Adlig- und Groß Legitten wurde auch das Gutsdorf Jäger-Taktau (in Unterscheidung zu Fischer-Taktau, russisch: Ijulskoje) im Jahr 1874 in den Amtsbezirk Legitten eingegliedert und war bis 1945 Teil des Kreises Labiau im Regierungsbezirk Königsberg der preußischen Provinz Ostpreußen. In Jäger-Taktau waren 1910 108 Einwohner verzeichnet. Am 30. September 1928 verlor Jäger-Taktau seine Selbständigkeit und wurde nach Pronitten (heute russisch: Slawjanskoje) eingemeindet.

### Turgenewo
Im Jahr 1945 wurde auch Jäger-Taktau wie alle Orte im nördlichen Ostpreußen von der Sowjetunion in eigene Verwaltung genommen. Im Jahr 1947 wurde der Ort wieder eigenständig und in Turgenewo umbenannt und gleichzeitig in den Dorfsowjet Slawjanskoje selski Sowet im Rajon Polessk eingeordnet. In der Folgezeit (vor 1975) gelangte Turgenewo dann in den Tjulenino selski Sowet unter Einschluss der Ortsstelle Legitten [Vorwerk] sowie des Ortes Prigorodnoje. Die Ortsstelle Adlig Legitten (Prigorodnoje) wurde aber spätestens in den 1980er Jahren verlassen.
Vor 1988 wurde schließlich auch der Ort Mordowskoje an Turgenewo angeschlossen. Auch vor 1988 übernahm Turgenewo den Verwaltungssitz des Dorfsowjets bzw. Dorfbezirks Tjuleninski selski Sowet (okrug). Von 2008 bis 2016 war der Ort Sitz einer Landgemeinde und gehört seither zum Stadtkreis Polessk.

#### Turgenewskoje selskoje posselenije 2008–2016

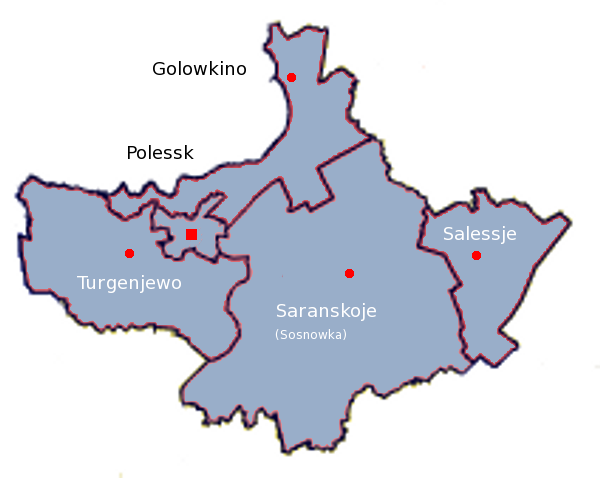
Lage der Landgemeinde Turgenewskoje selskoje posselenije im Westen des Rajons Polessk

Die Landgemeinde Turgenewskoje selskoje posselenije (ru. Тургеневское сельское поселение) wurde im Jahr 2008 eingerichtet. Sie lag im Westen des Rajon Polessk und umfasste eine Fläche von 160,3 km² mit 23 jeweils „Siedlung“ (russisch: possjolok) genannten Ortschaften, die in denen 4.057 Einwohner (Stand: 2010) lebten. Die Ortschaften gehörten vorher zu den Dorfbezirken Tjuleninski selski okrug und Slawjanski selski okrug. Im Jahr 2017 ging die Gemeinde im neu gebildeten Stadtkreis Polessk auf.
| Ortsname                | deutscher Name                                 |  | Ortsname                     | deutscher Name                |
| ----------------------- | ---------------------------------------------- |  | ---------------------------- | ----------------------------- |
| Brigadnoje (Бригадное)  | Theut, Christoplacken und Zanderlacken         |  | Pridoroschnoje (Придорожное) | Neu Droosden                  |
| Druschnoje (Дружное)    | Rüdlauken/Rothöfen                             |  | Retschki (Речки)             | Groß Pöppeln                  |
| Furmanowka (Фурмановка) | Friedrichsburg                                 |  | Rybkino (Рыбкино)            | Annenhof                      |
| Ijulskoje (Июльское)    | Julienhöhe und Fischer-Taktau                  |  | Schurawljowka (Журавлёвка)   | Groß Droosden und Seith       |
| Iwanowka (Ивановка)     | Adlig Bärwalde, Groß Bärwalde und Neu Bärwalde |  | Seljonoje (Зелёное)          | Gründen und Pareyken/Goldberg |
| Kamenka (Каменка)       | Steinau                                        |  | Sibirskoje (Сибирское)       | Moritten                      |
| Lipowka (Липовка)       | Stenken                                        |  | Slawjanskoje (Славянское)    | Pronitten                     |
| Maiskoje (Майское)      | Meyken und Klein Sittkeim                      |  | Swobodny (Свободный)         | Friedlacken                   |
| Nachimowo (Нахимово)    | Klein Scharlack, Kammerlack und Perkuiken      |  | Trudowoi (Трудовой)          | Steinfeld                     |
| Nekrassowo (Некрасово)  | Groß Scharlack                                 |  | Turgenewo (Тургенево)        | s. o.                         |
| Nikitowka (Никитовка)   | Lablacken                                      |  | Uschakowka (Ушаковка)        | Damm und Kampkenhöfen         |
| Owraschje (Овражье)     | Schlepecken/Kleinpronitten                     |  |                              |                               |

## Kirche

### Kirchengebäude

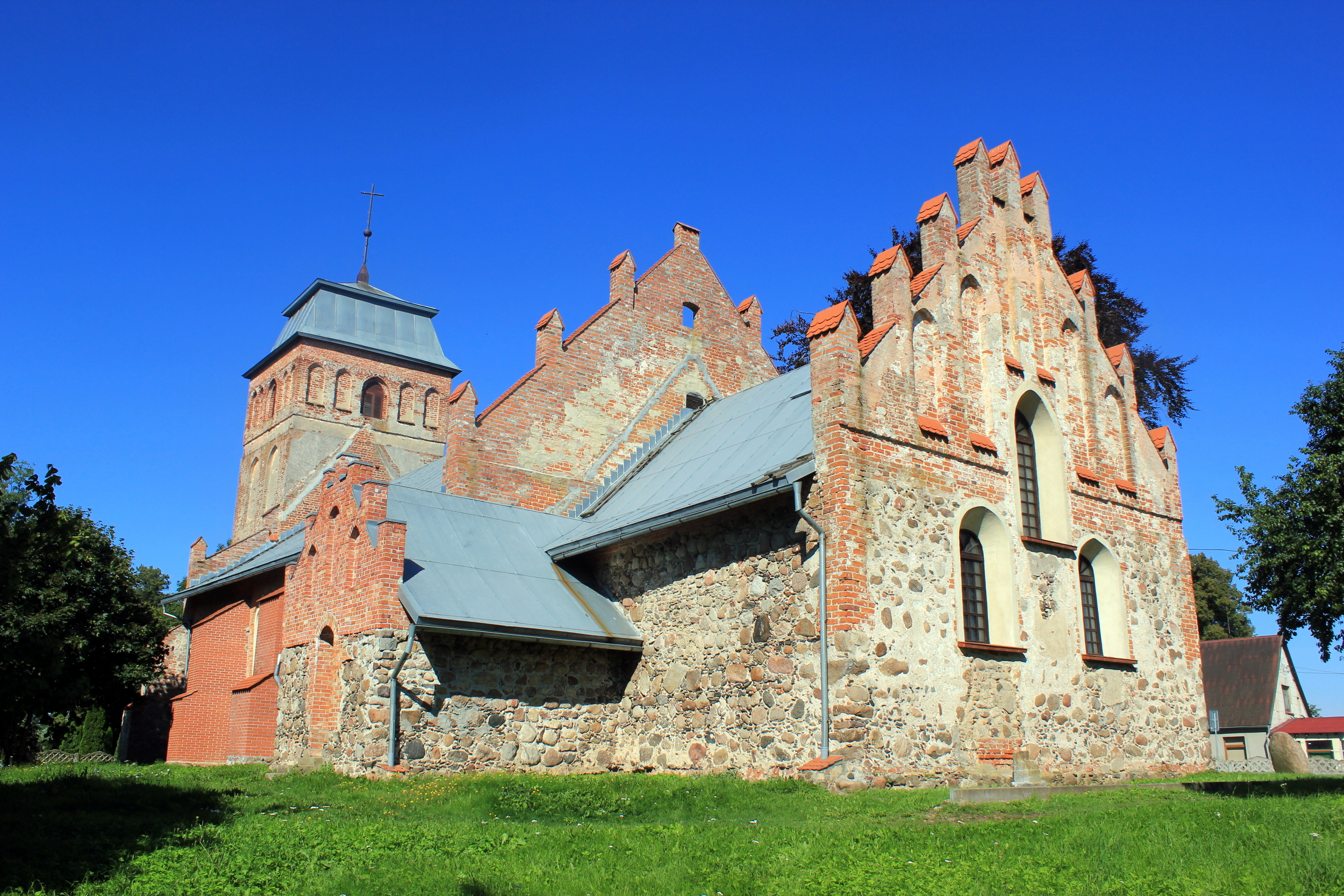
Groß Legitten: Kirche (2016)

Bei der weithin sichtbaren und lange Zeit als Messpunkt angesehenen Kirche in Groß Legitten handelt es sich um einen schlichten Bau aus Feldsteinen und Ziegeln mit in drei Jochen gewölbtem Saal, schmalerem geschlossenen Chor und vorgesetztem Westturm. Der Ostgiebel ist ein achtachsiger Dreiecksgiebel mit sehr schmalen durchlaufenden Spitzbogenblenden, getrennt durch Lisenen, die fialenartig enden.
Die flache Innenraumdecke des um 1400 entstandenen Bauwerks wurde im 16. Jahrhundert durch ein Gewölbe ersetzt. Die Triumphbogengruppe war noch ein Rest der gotischen Ausstattung, während die sonstige Einrichtung stilistisch dem 17. Jahrhundert entstammte. Eine Orgel wurde im Jahre 1867 installiert.
Nach der Reformation wurde die Kirche evangelisch, und auch Gottesdienste in altpreußischer Sprache und litauisch wurden abgehalten. Im Jahr 1772 wurde die Kirche vom Blitz getroffen und musste restauriert werden, wobei der Turm ein neues Dach erhielt. Mit Spendengeldern der vertriebenen deutschen Einwohner konnte der Bau nach der Sowjetzeit restauriert werden.
Die Kirche überstand den Zweiten Weltkrieg unversehrt, diente dann bis in die Mitte der 1980er Jahre als Trockenhalle für Getreide. Die Innenausstattung ging gänzlich verloren. In den 1990er Jahren begann man mit der Restaurierung des Gotteshauses, die sich über zehn Jahre hinzog. Am 20. Juni 2004 schließlich konnte die alte Ordenskirche mit einem Gottesdienst wieder eingeweiht werden. Sie ist jetzt eine von vier Kirchen in Nordostpreußen (neben der Salzburger Kirche in Gussew (Gumbinnen), der Dorfkirche Gwardeiskoje (Mühlhausen) und der Kirche in Slawsk (Heinrichswalde)), die wieder in den Besitz der evangelischen Kirche zurückgekehrt sind.
Die Kirche hat eine neue Glocken erhalten, die am 4. Oktober 2015 eingeweiht wurde.
An der Nordwand der Kirche befindet sich ein Denkmal für die Opfer des Ersten Weltkriegs. Es handelte sich um eine zwei Meter hohe Skulptur eines abgehobenen Soldaten, der seinen Helm in den Händen hält.
Neben der Kirche ist Baronin Jenny von Gustadt begraben, eine der unehelichen Töchter von Jérôme Bonaparte und Napoleons Nichte. Auf einer Gedenktafel steht:
„An diejenigen, die hier lebten – in Erinnerung.
Es ist ein Erbe für diejenigen, die hier leben.“

### Kirchengemeinde
Bereits in vorreformatorischer Zeit war Legitten ein Kirchdorf. Die reformatorische Lehre hielt hier bereits sehr früh Einzug, denn schon für die Jahre 1525/1526 amtiert hier ein lutherischer Geistlicher. Bis zum Jahre 1945 gehörte die Kirchengemeinde Legitten mit bis zu 4.000 Gemeindegliedern in einem weitflächigen Kirchspiel mit 50 Ortschaften zum Kirchenkreis Labiau in der Kirchenprovinz Ostpreußen der Kirche der Altpreußischen Union.
Aufgrund von Flucht und Vertreibung sowie der restriktiven Religionspolitik der Sowjetunion brach nach 1945 das kirchliche Leben in Turgenewo ein. Erst in den 1990er Jahren entstand wieder eine evangelisch-lutherische Gemeinde, die zunächst ihre Gottesdienste in einem Gemeindehaus hielt, seit 2004 wieder in der alten Ordenskirche ihr Gotteshaus zu eigen nennt. Sie ist eine Filialgemeinde der Auferstehungskirche in Kaliningrad (Königsberg) innerhalb der Propstei Kaliningrad der Evangelisch-lutherischen Kirche Europäisches Russland. Die Kirchengemeinde ist Partnergemeinde der Evangelischen Kirchengemeinde Berlin-Mahlsdorf.

## Schule
Bereits im 17. Jahrhundert wurde in Groß Legitten Schulunterricht erteilt. Für 1687 ist ein Schulmeister dokumentiert, der im Schulhaus wohnte. Im Jahre 1688 wurde ein neues Kantoren- und Organistenhaus gebaut, dem zwei Klassenräume angeschlossen waren. Ein neues dreiklassiges Schulgebäude war im Jahre 1767 fällig, weil das alte zu klein geworden war. Im Jahre 1796 war es jedoch so baufällig, dass es abgerissen werden musste. Ihm folgte ein modernes dreiklassiges Schulhaus.
Dieses Schulhaus wurde nach 1945 zur Hälfte als Dorfbibliothek genutzt, die andere Hälfte wurde von einer Sozialstation bezogen. Doch dieser Teil war bald so verschlissen, dass die Sozialstation in das Kolchosgebäude zog. In den Folgejahren wurde das Gebäude mit deutscher Hilfe und viel Eigenleistung gänzlich wieder instand gesetzt.

## Persönlichkeiten des Ortes
- Johann von Lehwaldt (* 24. Juni 1685 in Legitten; † 1768), preußischer Generalfeldmarschall

## Verkehr
Durch die Gemarkung der Ortschaft verläuft die  Regionalstraße 27A-024 (ex A190).
Die nächste Bahnstation ist der Stadtbahnhof in Polessk (Labiau) an der Bahnstrecke Kaliningrad–Sowetsk (Königsberg – Tilsit).